# Girellinae
Sous-famille
Les Girellinae sont une sous-famille de poissons de la famille des Kyphosidae, de l'ordre des Perciformes.

## Genres
Selon ITIS (21 mars 2020) et NCBI (21 mars 2020) :
- Girella Gray, 1835
- Graus Philippi, 1887

Selon World Register of Marine Species (21 mars 2020) :
- genre Girella Gray, 1835
- genre Glyphodes Guichenot, 1863
- genre Graus Philippi, 1887